# Novo Airão
Novo Airão là một đô thị thuộc bang Amazonas, Brasil. Đô thị này có diện tích 37771,25 km², dân số năm 2007 là 14459 người, mật độ 0,38 người/km².